# Gregory Winter
Gregory Paul Winter (Leicester, 14 april 1951) is een Brits biochemicus. Hij is gekend voor zijn pionierswerk naar de therapeutische werking van monoklonale antistoffen en faagdisplay. Hij is verbonden aan Trinity College (Cambridge). Winter kreeg in 2018  samen met Frances Arnold en George P. Smith de Nobelprijs voor Scheikunde. 

## Biografie
Winter werd opgeleid aan de Royal Grammer School in Newcastle upon Tyne. Hij studeerde natuurwetenschap aan Trinity College van de Universiteit van Cambridge, die hij in 1973 afrondde. Zijn promotie voerde hij uit aan het MRC-laboratorium van Moleculaire Biologie waarbij hij onderzoek deed naar de aminozuurvolgorde van tryptophanyl-tRNA synthetase van de bacterie bacillus stearothermophilus. Hij promoveerde in 1977 onder begeleiding van Brian Hartley en George Brownlee. Aansluitend was hij postdoc aan respectievelijk het Imperial College London en de Universiteit van Cambridge.
De door George Smith ontwikkelde techniek van faagdisplay werd door Winter toegepast voor het gericht evolueren van antilichamen, met als doel het maken van nieuwe geneesmiddelen. Door de bindingseigenschappen van antilichamen te veranderen slaagde Winter erin antilichamen te creëren die overeenkomen met menselijke antilichamen, maar andere eigenschappen hebben. Deze kunnen vervolgens ingezet worden als behandelmethode tegen verschillende auto-immuunziekten. Het eerste medicijn gebaseerd op deze methode, adalimumab, werd in 2002 toegelaten en wordt sindsdien gebruikt voor reumatoïde artritis, psoriasis en inflammatoire darmziekten, zoals de ziekte van Crohn.

## Eerbetoon
Winter werd in 1990 gekozen tot Fellow van de Royal Society (FRS), waarvan hij in 2001 werd onderscheiden met de Royal Medal. Eerder ontving hij al de Scheele Award (1994). Winter won verscheidene internationale onderscheidingen, waaronder de King Faisel International Prize for Medicine (1998) en de William B. Coley Award (1999. In 1997 werd hij benoemd tot Commandeur in de Orde van het Britse Rijk (OBE) en Knight Bachelor in 2004.
1901: Van 't Hoff ·
1902: E. Fischer ·
1903: Arrhenius ·
1904: Ramsay ·
1905: Baeyer ·
1906: Moissan ·
1907: Buchner ·
1908: Rutherford ·
1909: Ostwald ·
1910: Wallach ·
1911: Curie ·
1912: Grignard, Sabatier ·
1913: Werner ·
1914: Richards ·
1915: Willstätter ·
1918: Haber ·
1920: Nernst ·
1921: Soddy ·
1922: Aston ·
1923: Pregl ·
1925: Zsigmondy ·
1926: Svedberg ·
1927: Wieland ·
1928: Windaus ·
1929: Harden, Euler-Chelpin ·
1930: H. Fischer · 
1931: Bosch, Bergius ·
1932: Langmuir ·
1934: Urey ·
1935: F. Joliot-Curie, I. Joliot-Curie ·
1936: Debye ·
1937: Haworth, Karrer ·
1938: Kuhn ·
1939: Butenandt, Ružička ·
1943: Hevesy · 
1944: Hahn ·
1945: Virtanen ·
1946: Sumner, Northrop, Stanley ·
1947: Robinson · 
1948: Tiselius · 
1949: Giauque ·
1950: Diels, Alder ·
1951: McMillan, Seaborg ·
1952: Martin, Synge ·
1953: Staudinger ·
1954: Pauling ·
1955: Vigneaud ·
1956: Hinshelwood, Semjonov ·
1957: Todd ·
1958: Sanger ·
1959: Heyrovský ·
1960: Libby ·
1961: Calvin ·
1962: Perutz, Kendrew ·
1963: Ziegler, Natta ·
1964: Hodgkin ·
1965: Woodward ·
1966: Mulliken ·
1967: Eigen, Norrish, Porter ·
1968: Onsager ·
1969: Barton, Hassel ·
1970: Leloir ·
1971: Herzberg ·
1972: Anfinsen, Moore, Stein · 
1973: E.O. Fischer, Wilkinson · 
1974: Flory ·
1975: Cornforth, Prelog ·
1976: Lipscomb ·
1977: Prigogine · 
1978: Mitchell ·
1979: Brown, Wittig ·
1980: Berg, Gilbert, Sanger ·
1981: Fukui, Hoffmann ·
1982: Klug ·
1983: Taube ·
1984: Merrifield ·
1985: Hauptman, Karle ·
1986: Herschbach, Lee, Polanyi ·
1987: Cram, Lehn, Pedersen ·
1988: Deisenhofer, Huber, Michel ·
1989: Altman, Cech ·
1990: Corey ·
1991: Ernst ·
1992: Marcus ·
1993: Mullis, Smith ·
1994: Olah ·
1995: Crutzen, Molina, Rowland ·
1996: Curl, Kroto, Smalley ·
1997: Boyer, Walker, Skou ·
1998: Kohn, Pople ·
1999: Zewail ·
2000: Heeger, MacDiarmid, Shirakawa ·
2001: Knowles, Noyori, Sharpless ·
2002: Fenn, Tanaka, Wüthrich ·
2003: Agre, MacKinnon ·
2004: Ciechanover, Hershko, Rose ·
2005: Grubbs, Schrock, Chauvin ·
2006: Kornberg ·
2007: Ertl ·
2008: Shimomura, Chalfie, Tsien ·
2009: Steitz, Yonath, Ramakrishnan ·
2010: Heck, Negishi, Suzuki ·
2011: Shechtman ·
2012: Kobilka, Lefkowitz ·
2013: Karplus, Levitt, Warshel ·
2014: Betzig, Hell, Moerner ·
2015: Lindahl, Modrich, Sancar ·
2016: Sauvage, Stoddart, Feringa ·
2017: Dubochet, Frank, Henderson · 
2018: Arnold, Winter, Smith ·   
2019: Goodenough, Whittingham, Yoshino ·
2020: Charpentier, Doudna ·
2021: List, MacMillan ·
2022: Bertozzi, Meldal, Sharpless ·
2023: Bawendi, Brus, Jekimov ·
2024: Baker, Hassabis, Jumper